# ノコギリパルメット
ノコギリパルメット（学名：Serenoa repens、英名：saw palmetto）はヤシ科ノコギリパルメット属（ノコギリヤシ属）のヤシの1種。和名はノコギリヤシ（鋸椰子） 、英語名からソウパルメット とも呼ばれる。ノコギリパルメット属 は単型。

## 名称
"palmetto"とは、本種のような扇形の葉をもつヤシの意味を持つ。属名はアメリカ人植物学者Sereno Watsonへの献名である。

## 分布
北米の原産。米国南西部固有種で、大西洋岸平野からメキシコ湾岸低地で一般的だが、アーカンソー南部などの内陸でも見られる。砂浜に密に群生するか松林・広葉樹のハンモックの下生えとして見られる。

## 特徴

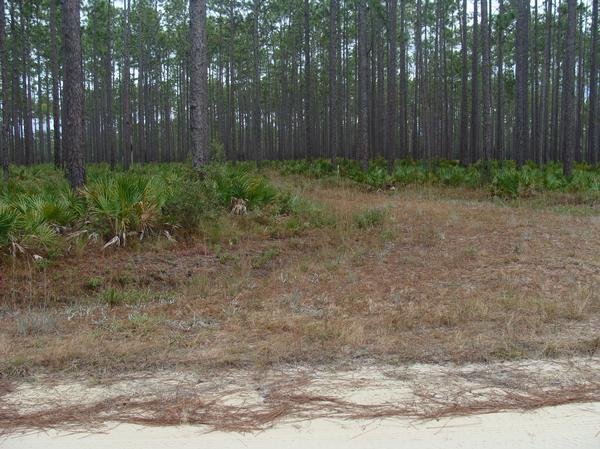
フロリダ、アパラチコーラ国立森林のノコギリパルメット

長寿で、特にフロリダには樹齢500 – 700年と推定される個体もある。
小さなヤシで高さ2 – 4 mになる。幹は不規則に伸び、丈夫な植物で成長は極端に遅い。掌状ヤシで無毛の葉柄を持ち、葉には約20の小葉が付く。葉柄は細かく鋭い棘で覆われており、和名や英名の由来となった。刺は容易に皮膚を傷つけるので、近づく際には注意が必要である。葉の色は内陸では明るい緑、沿岸では銀白色。葉は長さ1–2m、小葉は50 – 100 cmになり、サバル属のものと似ている。花は淡黄色で幅5mm、長さ60cmの密な円錐花序を形成する。果実は大きく赤黒い核果で、野生動物や人の食料として重要である。未熟な果実は苦い。チョウ目幼虫の食草ともなり、特にホソキバガの一種Batrachedra decoctorは本種を専食する。

## 人間との関係
欧州人との接触以前、繊維はウィスコンシンやニューヨークまで広く取引されていた。葉は茅葺屋根に用いられた。果実は、味はほとんどないが発酵性の香りがあり、飲料用、薬用、ヘルスケア用に使われる。また、果実は魚中毒の治療薬として用いられた可能性がある。

### 医療用途
果実は、北米の先住民が「植物性のカテーテル」として用いてきたとされ、男性の前立腺肥大症や前立腺炎による残尿感や、頻尿の改善に使われる。果実は脂肪酸やフィトステロールに富み、その抽出物は前立腺肥大症 (BPH) の治療薬として研究されている。
脱毛症・多嚢胞性卵巣症候群などの高アンドロゲン状態にも用いられているが、その場合の効果は実証されていない。
欧州では伝統生薬製剤の欧州指令に従い医薬品ともなっている。インドの伝統医学アーユルヴェーダでは、男女を問わない若返り作用があるとして、強壮剤としても扱われている。

### 有効性
多くの臨床試験のメタ分析からは、抽出物は軽-中度のBPHに対してフィナステリド・タムスロシンより安全で効果的であるという結論が出た しかし、その後の2つの大規模臨床試験ではプラシーボとの差異は見いだせず、これらを含めたメタ分析では「BPHによる尿路症状に対してはプラシーボより効果的とは言えない」という結果となった。これらの臨床試験は1年間で行われたが、2年間を超えて使用するとその効果はフィナステリド・タムスロシンに匹敵し、手術が必要となる確率を低下させたという報告もある。

## 保全状況
- NatureServe conservation status - G4